# Флеминг, Пегги
Пегги Гейл Флеминг (англ. Peggy Gale Fleming; род. 27 июля 1948, Сан-Хосе, Калифорния) — американская фигуристка, выступавшая в одиночном катании. Олимпийская чемпионка (1968), трёхкратная чемпионка мира (1966—1968) и пятикратная чемпионка США (1964—1968).

## Биография

### В спорте
Пегги занялась довольно поздно фигурным катанием, только в девять лет.
В 1961 году, когда Флеминг было 12 лет, её тренер Билл Кипп погиб при крушении самолета Sabena 548 вместе с большей частью сборной США по фигурному катанию, летевшей на чемпионат мира 1961 года. В дальнейшем Пегги Флеминг тренировалась у Карло Фасси. Он сумел разглядеть в юной спортсменке будущую «звезду», обладающую редким сочетанием — хладнокровием и выдержкой, с одной стороны, и большим чувством музыкальности, тонким артистизмом — с другой.
Её необычный стиль позволил Пегги Флеминг пять раз взойти на верхнюю ступеньку пьедестала на чемпионатах США, три — на чемпионатах мира.
В 1968 Флеминг получила единственную для США золотую медаль на Олимпийских играх в Гренобле, несмотря на ряд ошибок в произвольной программе, где она неуверенно исполнила (с потерей равновесия, с тройками на выезде и т. п.) даже одинарные прыжки, исполненные вместо двойных (напр. аксель, сальхов), а шестеро судей из девяти, не учтя эти ошибки, все равно поставили за технику оценки 5,9, ориентируясь на «прошлые достижения» Флеминг (судья из ГДР, поставив на первое место Г. Зайферт, исполнившую более сложную программу, оказался в одиночестве).

### После спорта
Закончив соревноваться в любителях, Пегги Флеминг в течение нескольких лет ездила по США как специальная приглашенная «звезда» в шоу «Ice Follies». Её пригласили работать на телевидение, но первые два года она в основном участвовала в специальных ледяных ревю, которые создавали на телестудии. Один из этих фильмов-ревю был снят в СССР (съёмки шли на фоне памятников старины в Москве, Ленинграде). Экран позволил ещё раз крупным планом показать все достоинства стиля знаменитой фигуристки.
Затем Пегги Флеминг была комментатором соревнований по фигурному катанию для телеканала ABC в течение более чем 20 лет.
В 1970 году она вышла замуж за дерматолога Грега Дженкинса (в молодости он выступал в танцах на льду). Живут они в окрестностях Сан-Франциско. Пара имеет двух сыновей и трех внуков.
В 1998 году у Флеминг был диагностирован рак молочной железы. Так как обнаружен он был на ранней стадии, хирургическое лечение прошло удачно.
Флеминг и её муж также владеют виноградниками и винным заводом в Калифорнии. Завод производит вина таких марок, как «Choreography Cabernet» и «San Francisco Bay Syrah Rosé». А прибыль от продаж вина «Victories Rosé» идёт благотворительным учреждениям, которые поддерживают исследования рака молочной железы.

## Спортивные достижения
| Соревнования/Сезон          | 1964 | 1965 | 1966 | 1967 | 1968 |
| Зимние Олимпийские игры     | 6    |      |      |      | 1    |
| Чемпионаты мира             | 7    | 3    | 1    | 1    | 1    |
| Чемпионаты США              | 1    | 1    | 1    | 1    | 1    |
| Чемпионаты Северной Америки |      | 2    |      | 1    |      |